# Samanea leptophylla
Samanea leptophylla är en ärtväxtart som först beskrevs av Hermann August Theodor Harms, och fick sitt nu gällande namn av John Patrick Micklethwait Brenan och Richard Kenneth Brummitt. Samanea leptophylla ingår i släktet Samanea och familjen ärtväxter. Inga underarter finns listade i Catalogue of Life.